# موراوی ۱۹۰۱
سیارک ۱۹۰۱ (به انگلیسی: 1901 Moravia، نامگذاری:1972AD) هزار و نهصد و یکمین سیارک کشف شده‌است که در ۱۴ ژانویه ۱۹۷۲ کشف شد.
قدر مطلق سیارک برابر ۱۱٫۲۰ است.